# Iskarl

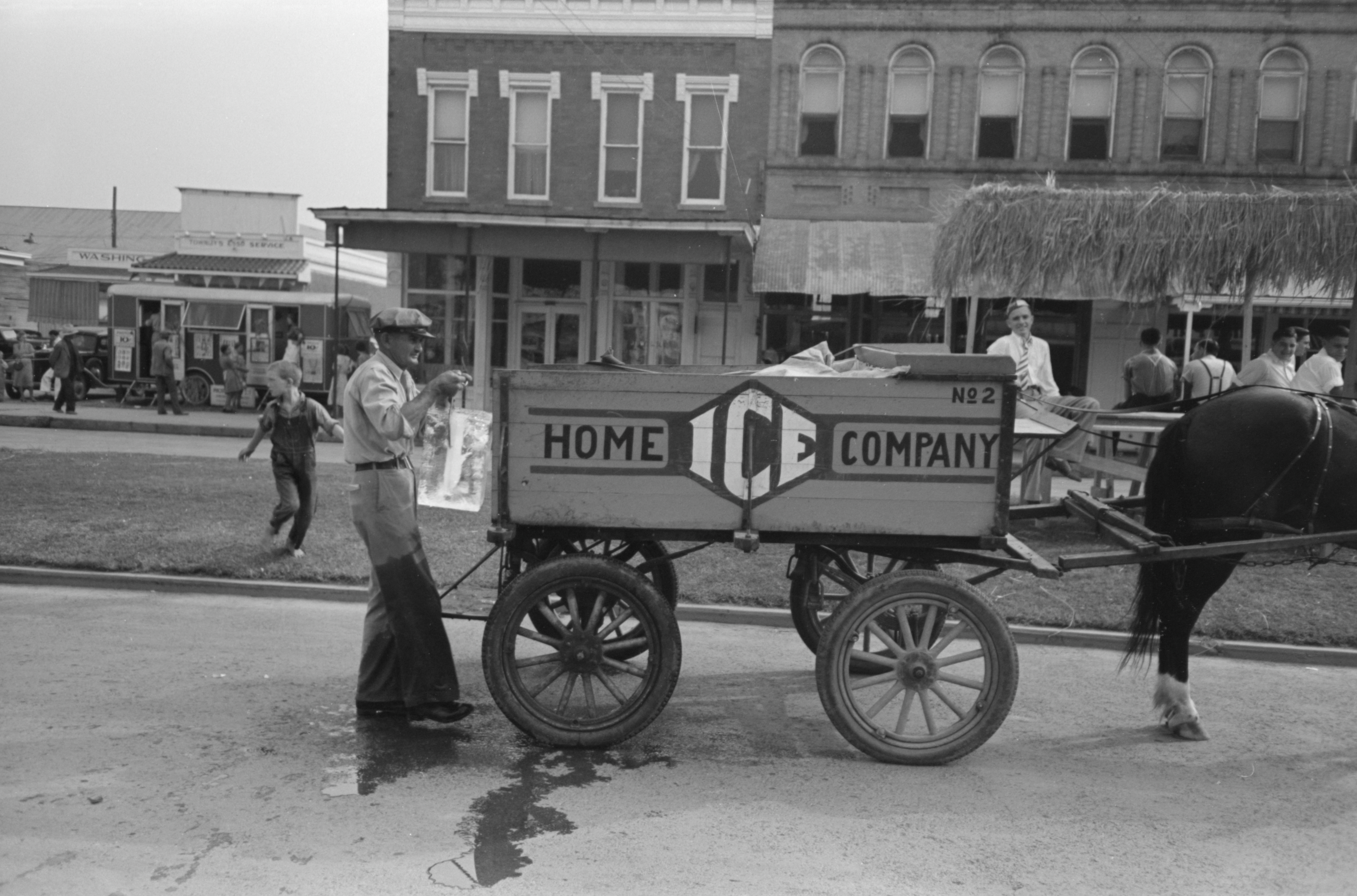
En iskarl med häst och vagn i Crowley, Louisiana, USA år 1938.

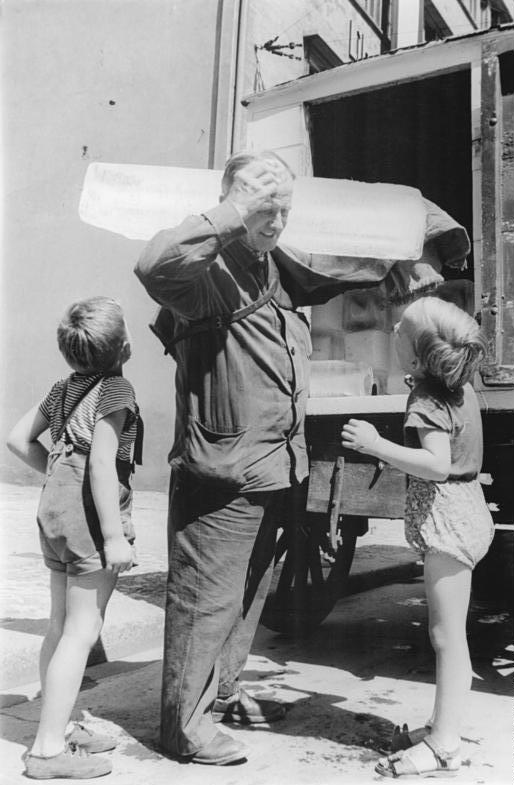
En iskarl och barn i Berlin år 1957.

Iskarl är ett vardagligt namn för en isutkörare. Detta var en person som levererade is till hushåll, framför allt till isskåp. Iskarlar använde häst och vagn för att frakta isen, och gick senare över till att använda lastbilar. Yrket har ersatts av kylskåp.
Friluftsmuseet Skansen i Stockholm har från 2008 återupplivat iskarlen, som där sommartid förser 1930-talets järnhandlarfamilj och Konsum-butik med is.